# 維穆爾
維穆爾（Vimur）。在世界的鴻溝金倫加鴻溝（Ginunaga），其中有泉名赫瓦格密爾（Hvergelmir），由此泉流出的12條大河，這12條河就合稱「埃利伐加爾」（Elivagar），而「維穆爾」（Vimur）就是其中最大的一條河。